# Ashia Hansen
Ashia Hansen MBE, född den 5 december 1971 i Evansville, är en brittisk före detta friidrottare som tävlade i tresteg.
Hansen tillhörde världseliten i tresteg under slutet av 1990-talet och början 2000-talet. Hon vann två VM-guld inomhus i tresteg och ett EM-guld. Vid Inomhus-EM 1998 noterade hon ett nytt världsrekord när hon hoppade 15,16.
Vid utomhusmästerskap var hon inte lika lyckosam. Hennes främsta meriter är segern vid EM 2002 och vid Samväldesspelen 2002. Hon blev även femma vid VM 1997, sjua vid VM 2001 och elva vid Olympiska sommarspelen 2000.

## Personligt rekord
- Tresteg - 15,15 (15,16 inomhus)